# 銀河伝承
『銀河伝承 ギャラクシーオデッセイ』（ぎんがでんしょう）は、1986年11月6日にイマジニアから発売された、ファミリーコンピュータ ディスクシステム用のゲームであり、イマジニアのファミリーコンピュータ用ゲーム第1弾でもある。
WAVE JACKシリーズの第1作でもある本作は、いち早くメディアミックスの手法を取り入れたことで知られている。

## ゲーム内容
ゲーム本編は、強制無限縦スクロールSTGの宇宙ステージ、惑星に下りてからは主人公が謎を解明していく縦スクロールアクションSTGで構成されている。
スード病を治療する神の薬を得るためには、ホープ星と5つの衛星に1つずつ隠されているクリアアイテム「キルノ」を発見する必要がある。
各星に到着すると、まずネブラを操作するシューティングゲームが始まる。地上の入り口までたどり着くと一旦スクロールが停止し、降下するかシューティングを続行するかを選択する。地上活動に必要なオキシゲン（酸素）は薬による合成および、空中の敵を倒すことでしか得られない。
地上ではサトルを操作して探索を行う。大気が薄いため、所持するオキシゲンが尽きるとライフが減り始める。
なお、本作にはゲームソフトのほかにマニュアルと短編小説（作：田部裕文）、設定資料を収録した副読本や、ボイスドラマや主題歌などを収録したカセットテープ 、日本教育心理研究所の所長・森山祐輔が提唱する、情報化社会に対応した教育法「ソフトエデュケーション」の解説を収録した「感性教育のしおり」が付属している。
このうち、副読本にはゲーム中に登場する古代文字の発音表が途中まで記され、残りはプレイヤーが推理しながら埋めていく形になっている。

## ストーリー
外宇宙に移民先を求めた地球人が、2471年にキリル星を発見してから25年が過ぎた。現在はキリル暦23年。地球人とキリル原住民は同じ惑星の上で仲良く暮らしていた。
7月初旬の夜、1万年に一度というスード流星群が観測される。人々がその美しさに魅了される中、キリル人のキーナじいさんは「天から火の降る年には、石の悪魔が目を覚ます」と不吉な言葉を唱えていたが、誰も相手にするものはいなかった。ところがそれからほどなくして、流星群がもたらしたウイルスによって人々の皮膚が角質化する奇病「スード病」が広がり始めた。混乱を避けるために一般には伏せられていたが、この「スード病」を治療する手段は発見できず、いずれ患者は全身を角質層に覆い尽くされてしまう運命だった。
キーナじいさんの言葉を思い出したサトル、ライル、リタの3人は、古くからの言い伝えとスード病に何らかの関連があるものと見て老人に会いに行った。キーナじいさんが語る「恋人を石にされた青年が、神の国におもむいて薬を持ち帰った話」と、太古の石版の文字の解読結果を照合し、ラープ星系第4惑星ホープにスード病の治療薬があることが突き止められた。3人は宇宙港管理コンピュータ「マイミ」の助けで、登録を抹消された宇宙船に乗り込み、ホープ星へと旅立つ。

## キャラクター・メカニック・ナレーション
サトル
声 - 堀川亮
日系の少年。スペースパイロットを志望しており、地上探索を担当する。スード病に冒されたガールフレンドのエミリアを救うため、冒険に出る。
リタ
声 - 潘恵子
インド系の少女。ビルフォード医大のチャドラ助教授の娘であり、薬の調合を担当するほか、石版の文字の解読も行う。
ライル
声 - 塩屋浩三
欧米系の大柄で太めの少年。機械に強く、宇宙船の改良を担当する。
ネブラ (NEBULA)
星間移動用宇宙船。重火器ツイン砲とキャノン砲を搭載している。
ウリュー (URYU)
地上降下用の1人乗りカプセル。
ピノ
ホープとその衛星の地下洞窟で暮らすテレパシー人種。アイテム販売やヒントの提供でサトルたちを助ける。
ナレーション
声 - 城達也

## 開発
本作の開発は、テクモの元スタッフが中心となって設立したアトラスが担当した。
アトラス創立メンバーの一人である岡田耕始は、2022年のインタビューの中で、当初は1年で開発する予定だったが、1年半もかかってしまい、残り半年分の開発費はアトラス創業者の原野直也がテクモ時代のつてを利用して、アーケードゲームの基板やジュークボックスを米軍基地に納入して得た資金で賄っていたと話している。

## 音楽

### 主題歌
「ロマンティック・オデッセイ」
- 歌：荻野目洋子
- 作詞：森浩美
- 作、編曲：伊藤銀次

### サウンドトラック
本作のサウンドトラックは1986年に『銀河伝承 オリジナル・サウンドトラック』として、ビクターJVCからアナログレコード、カセットテープ、CDという形で発売された。荻野目の歌は収録されていないものの、別のイメージソングが入っているほか、ゲームのヒントとなる楽曲も収録されている。
2021年2月24日には、「ゲーム音楽ディスクガイド」リイシューの第二弾として同サウンドトラックのリマスター版がP-VINEから発売された。
| [ 4 ] |                                          |          |            |            |                                        |
| #     | タイトル                                 | 作詞     | 作曲       | 編曲       | 歌手・演奏者                           |
| 1.    | 「序曲」                                 |          | 宮本光雄   | 宮本光雄   | ギャラクシー・オデッセイ・オーケストラ |
| 2.    | 「ロマンティック・オデッセイ」           | 森浩美   | 伊藤銀次   | 伊藤銀次   | ギャラクシー・オデッセイ               |
| 3.    | 「伝説の唄」                             | 水田大   | 久保田真箏 | 久保田真箏 | ザ・セサミ                             |
| 4.    | 「宇宙のテーマ（ 作曲・編曲）/」         |          | 宮城純子   | 宮城純子   | ギャラクシー・オデッセイ               |
| 5.    | 「リタに夢中」                           | 水田大   | 飯田祥一   | 西平彰     | HOWDY MOON                             |
| 6.    | 「FANTASY〜Love Theme From「銀河伝承」」 | 真沙木唯 | 佐藤博     | 佐藤博     | 藤井美保                               |
| 7.    | 「洞窟のテーマ」                         |          | 西平彰     | 西平彰     | ギャラクシー・オデッセイ               |
| 8.    | 「SPACE LOVE」                           | 水田大   | Pecker     | 西平彰     | HOWDY MOON                             |
| 9.    | 「惑星のテーマ」                         |          | 増子司     | 宮城純子   | ギャラクシー・オデッセイ               |
| 10.   | 「ロマンティック・オデッセイ」           |          | 伊藤銀次   | 宮本光雄   | ギャラクシー・オデッセイ・オーケストラ |

## 反響
本作は、当時ちょっとした流行となっていた「謎解き系シューティング」に乗る形で、『スーパースターフォース 時空暦の秘密』（1986年）に類似したシューティングゲームと『ゼルダの伝説』（1986年）を模倣したようなアクションロールプレイングゲームの組み合わせの体裁をとっていた。しかし作りこみが甘くバグが大量にあったために、購入してすぐに他のゲームに書き換えてしまうプレイヤーも多かった。
このように、不親切さが前面に出てしまったことと、購買層を絞りきれなかったことが要因となり売り上げの不振を招き、『WAVE JACK』シリーズは、本作と『消えたプリンセス』（1986年）、そして『聖剣サイコカリバー』（1987年）の3作品を以て幕を下ろすことになった。
その一方、開発を担当したアトラスの岡田耕始は、2022年のインタビューの中で、本作の売り上げを十数万本だと述べている。

### 評価
- ゲーム誌「ファミリーコンピュータMagazine」の読者投票による「ゲーム通信簿」での評価は以下の通りとなっており、20.43点（満30点）となっている[8]。また、同雑誌1991年5月24日号特別付録の「ファミコンディスクカード オールカタログ」では、「縦スクロールシューティングに、地上でのアクションも加わった1つぶで2度おいしいシューティングゲーム。販売専用で、小説と同時に売られていたという変わったソフトだ。ゲームとしても、なかなか楽しく、パワーアップがミソだ」と紹介されている[8]。

| 項目 | キャラクタ | 音楽 | 操作性 | 熱中度 | お買得度 | オリジナリティ | 総合  |
| 得点 | 3.30       | 3.55 | 3.59   | 3.53   | 3.39     | 3.07           | 20.43 |

- ライターの飴尾拓朗は、ゲーム誌『ユーゲー』に寄せた記事の中で、本作の内容を「ツッコミどころを間違えた『スーパースターフォース』」にたとえ、作りこみの甘さやディスク自体の容量の制約から、もともと考案されていた設定や構想が十分に生かせず、残念な限りだったと評している[9]。

- ライターの風のイオナは4Gamer.netに寄せた記事の中で、本作のサウンドトラック（復刻版）について、参加ミュージシャンが非常に豪華で、バブル景気による華やかな時代性を反映するかのような内容だと評価している[10]。